# El Puit de Montpolt
El Puit de Montpolt és una masia situada al municipi de Lladurs, a la comarca catalana del Solsonès.